# LL Cool J
James Todd Smith III (født 14. januar 1968), bedre kendt som LL Cool J, er en amerikansk rapper, skuespiller og iværksætter. LL Cool J står for "Ladies Love Cool James". LL Cool J er en pioner inden for hiphop med numre som "I Need Love" og "Mamma said knock you out". Han har han været med til at sætte Hiphop på verdenskortet.
LL Cool J spiller nu en stor hovedrolle i den nye serie NCIS LA, som har stor succes.

## Karriere

### Radio: 1985 – 1990
James udgav sit første album Radio i 1985, der blev en mindre succes. To år efter i 1987 udgav han sit andet album B.A.D. som blev hans gennembrudsplade. Den solgte over 2 millioner i USA og havde et par hits. To år efter udgav han Walking with a Panther som ikke blev lige så stor succes som forgængeren. Man mener at den første rapballade blev skrevet af James.

### Stor succes: 1992 – 1996
I 1992 udgav han sit fjerde album, og samtidig også hans mest solgte. Mama Said Knock You Out solgt 4 millioner eksemplarer i USA og 6 millioner på verdensplan. Titelnummeret og "Around The Way Girl" blev Top Ti hits i USA, mens "The Boomin System" blev et Top 10 hit i UK.
Året efter udgav han salgsfiaskoen 14 Shots to the Dome, der kun havde et hit.
I 1995 udgav han Mr. Smith hans næstbedst sælgende album, inkl. 4 singler.
De næste to år udgav han et opsamlingsalbum og et andet flop-album Phenomenon.

### Stadig populær: 1997 – I dag
2000 udgav han G.O.A.T., i 2002 10, i 2004 The DEFinition og 2006 James Smith.

## Filmografi
- Halloween: H20 - tyve år senere (1998)

## Mode
Smith var i midten af 90'erne med til at starte FUBU et acronym for "For Us By Us

## Hitlister
Radio 1985 40#US 70#UK
I Cant Live Without My Radio : 50#US 80#UK
The Shake : 157#US
B.A.D. 1987 15#US 40#US
Im Bad : 20#US 50#UK
Im With Love : 6#US 11#UK
Walking with a Panther 1989 17#US 33#UK
I Need Love : 8#US 9#UK
Goin Back To Cali/Jack The Ripper : 30#US 25#UK
Im That Type Of Guy : 10#US 18#UK
Mama Said Knock You Out 1992 1#US 3#UK
Mama Said Knock You Out : 5#US 7#UK
Around The Way Girl : 8#US
The Boomin System : 10#UK
14 Shots to the Dome 1993 6#US 25#UK
How Im Coming : 20#US 8#UK
Mr. Smith 1995 1#US 2#UK
Hey Lover : 4#US 9#UK
Loungin : 8#US 3#UK
Doin It : 27#US 3#UK
I Shot Ya : 34#US
Phenomenon 1997 5#US 4#UK
Phenomenon : 8#US 6#UK
Father : 8#US 3#UK
4,3,2,1 : 75#US 20#UK
G.O.A.T. 2000 2#US 4#UK
Imagine That : 2#US 3#UK
This Is Us : 80#US 27#UK
You And Me : 9#US 8#UK
10 2002 2#US 3#UK
Luv U Better : 4#US 2#UK
Paradise : 9#US 2#UK
Amazing : 40#US 13#UK
The DEFination 3#US 6#UK
Im Sprung : 10#US 18#UK
Hush/Shake It Baby : 5#US 4#UK
James Smith 3#US 1#UK
Control Myself : 5#US 2#UK